# Capilla del Ángel de la Guarda (Mezquita-catedral de Córdoba)

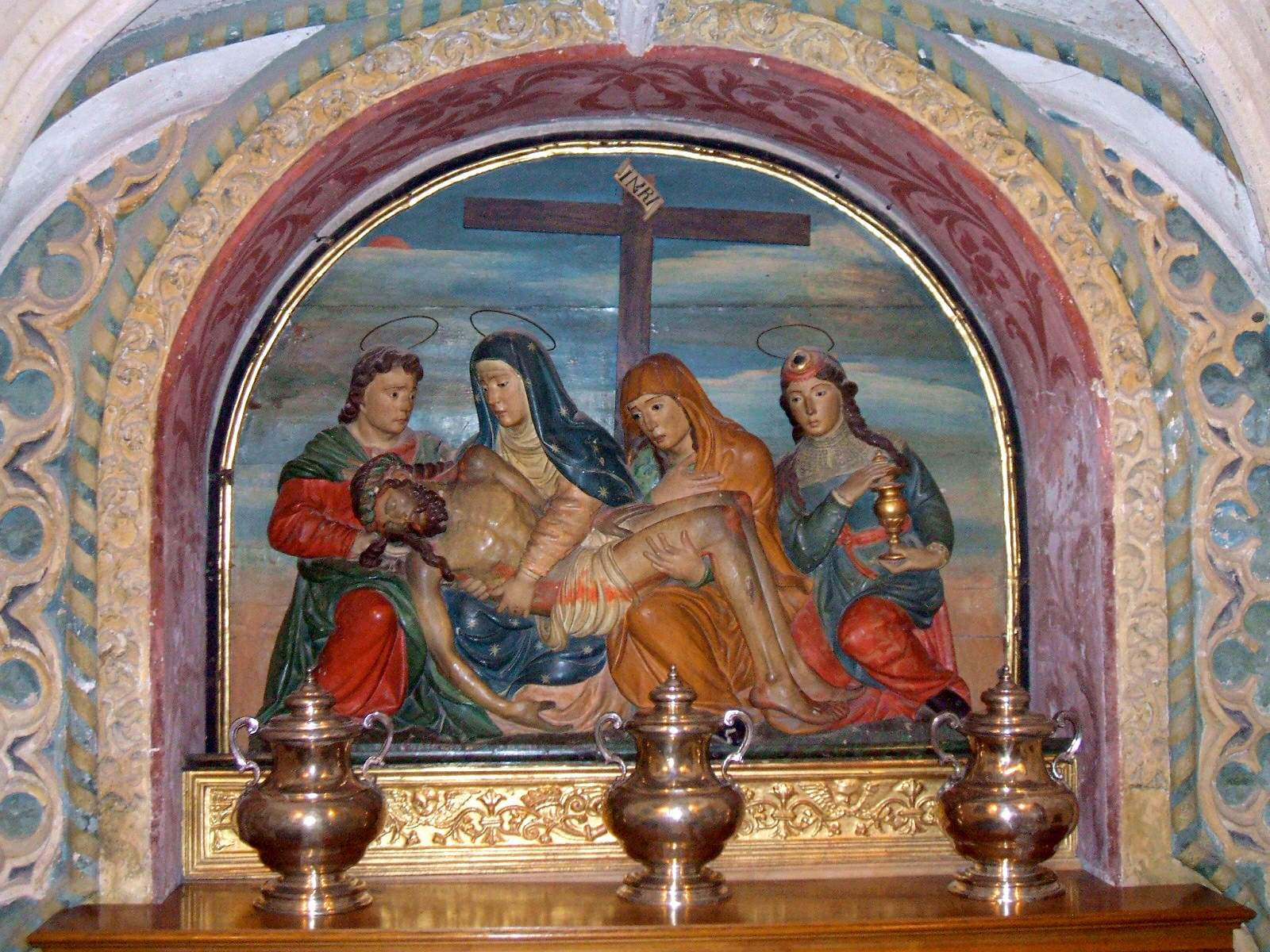
Capilla del Ángel de la Guarda.

La capilla del Ángel de la Guarda de la Mezquita-Catedral de Córdoba, también denominada capilla del Ángel Custodio, se halla situada en el trasaltar del templo catedralicio. En el trasaltar del templo y al lado de ella están situadas la capilla de San Bernabé y la capilla de la Presentación.
La capilla del Ángel de la Guarda fue fundada y construida en el año 1541. En el altar de la capilla está colocado un relieve de madera en el que se encuentra representado el Descendimiento de Cristo. El autor del relieve es anónimo, y fue realizado en la primera mitad del siglo XVI. El relieve del descendimiento fue posteriormente policromado por Fernando Diáñez y Juan Martínez.
En los muros de la capilla cuelgan dos lienzos. En uno de ellos se representa la Epifanía, obra de escuela cordobesa, y fue ejecutado en el siglo XVI. En el otro lienzo se representa a la Virgen con el Niño y Ángeles, y es obra de estilo barroco realizada en el siglo XVII.